# Gamarra
Gamarra is een gemeente in het Colombiaanse departement Cesar. De gemeente, gelegen aan de rivier de Magdalena, telt 14.224 inwoners (2005). Slechts 1% van de bevolking kent een vast inkomen.
Aguachica · Astrea · Becerril · Bosconia · Chimichagua · Chiriguaná · Agustín Codazzi · Curumaní · El Copey · El Paso · Gamarra · González · La Gloria · La Jagua de Ibirico · La Paz Robles · Manaure · Pailitas · Pelaya · Pueblo Bello · Río de Oro · San Alberto · San Diego · San Martín · Tamalameque · Valledupar